# Dipterocarpus grandiflorus
Dipterocarpus grandiflorus (лат.) — вечнозелёное дерево, вид рода Диптерокарпус (Dipterocarpus) семейства Диптерокарповые (Dipterocarpaceae), произрастает в Юго-Восточной Азии и Индии.

## Ботаническое описание
Dipterocarpus grandiflorus — смолистое вечнозелёное дерево, вырастающее до 43 м в высоту. Ствол прямой, может быть без веток до 30 м, иногда имеет несколько контрфорсов высотой до 1,5 м. Диаметр ствола до 67 см. Древесина средней твёрдости.

## Распространение и местообитание
Dipterocarpus grandiflorus произрастает в Юго-Восточной Азии. Ареал включает Мьянму, Таиланд, Камбоджу, Лаос, Вьетнам, Малайзию, Филиппины и Индонезию.
Встречается в первичных полувечнозелёных и вечнозелёных диптерокарповых лесах и в тропических равнинных лесах.

## Применение
Древесина Dipterocarpus grandiflorus используется для производства древесного угля хорошего качества, бумажной массы и древесины, продаваемой под торговой маркой Keruing. Смола используется локально как гидроизоляционный лак. Дерево очень полезно для фиксации азота, борьбы с эрозией, улучшения почвы и регулирования водосбора.

## Охранный статус
Заготавливается значительное количество древесины, а также большое количество олеосмол, как в коммерческих целях, так и для местного использования. На Яве были созданы экспериментальные плантации, чтобы попытаться спасти оставшиеся дикие популяции. Чрезмерная эксплуатация оказала серьёзное влияние на уровни популяций этого вида и дерево D. grandiflorus классифицируется как «вымирающий вид» в Красном списке угрожаемых видов МСОП.